# عاصم صلاح
عاصم صلاح لاعب كرة قدم مصري في مركز الظهير الأيسر ، يلعب حاليًا لنادي طلائع الجيش .

## إحصائيات مشاركاته
آخر تحديث في 25 يوليو 2018

### مع الأندية
| الفريق      | الموسم    | الدوري  | الدوري | الكأس   | الكأس | البطولات القارية | البطولات القارية | بطولات أخرى | بطولات أخرى | الإجمالي | الإجمالي |
| الفريق      | الموسم    | مشاركات | أهداف  | مشاركات | أهداف | مشاركات          | أهداف            | مشاركات     | أهداف       | مشاركات  | أهداف    |
| ----------- | --------- | ------- | ------ | ------- | ----- | ---------------- | ---------------- | ----------- | ----------- | -------- | -------- |
| الداخلية    | 2012–2013 | 6       | 0      | 0       | 0     | —                | —                | —           | —           | 6        | 0        |
| الداخلية    | 2013–2014 | 7       | 0      | 1       | 0     | —                | —                | —           | —           | 8        | 0        |
| الداخلية    | الإجمالي  | 13      | 0      | 1       | 0     | —                | —                | —           | —           | 14       | 0        |
| الرجاء      | 2014–2015 | 36      | 4      | 1       | 0     | —                | —                | —           | —           | 37       | 4        |
| الرجاء      | الإجمالي  | 36      | 4      | 1       | 0     | —                | —                | —           | —           | 37       | 4        |
| طلائع الجيش | 2015–2016 | 29      | 2      | 1       | 0     | —                | —                | —           | —           | 30       | 2        |
| طلائع الجيش | 2016–2017 | 32      | 8      | 3       | 0     | —                | —                | —           | —           | 35       | 8        |
| طلائع الجيش | 2017–2018 | 29      | 4      | 1       | 0     | —                | —                | —           | —           | 30       | 4        |
| طلائع الجيش | الإجمالي  | 90      | 14     | 5       | 0     | —                | —                | —           | —           | 95       | 14       |